# Portia de Rossi
Portia de Rossi, celým jménem Portia Lee James DeGeneres, (narozena jako Amanda Lee Rogers, * 31. ledna 1973 Horsham, Victoria) je australská herečka. Proslavila ji role právničky Nelle Porter v seriálu Ally McBealová, za kterou získala Cenu Sdružení filmových a televizních herců. Další rolí, která stojí za zmínku je postava Lindsay Fünke v sitcomu Arrested Development (2003–2006, 2013, 2018–2019). Dále si zahrála Oliviu Lord v dramatickém seriálu Plastická chirurgie s. r. o. (2007–2009) a Veronicu Palmer v seriálu Ted a spol. (2009–2010).
Od roku 2004 je ve vztahu s americkou herečkou Ellen DeGeneresovou, kterou si v srpnu roku 2008 vzala za manželku. V srpnu 2010 si de Rossi podala návrh na změnu jména na Portia Lee James DeGeneres. Návrh byl schválen 23. září 2010.

## Biografie
Narodila se 31. ledna 1973 ve městě Horsham ve Victorii v Austrálii. Ve čtyřech letech se s rodiči přestěhovala do Geelongu, kde žila do svých 15 let. V 15 letech se přestěhovala do Melbourne kde chodila na Melbourne Girls Grammar School. Jejími rodiči jsou Margareth Rogers (lékárnice) a Barry Rogers, její otec ovšem zemřel na infarkt, když bylo Portie (tehdy ještě Amandě) 9 let. Brzy poté, se ve svých 12 letech stala dětskou fotomodelkou a hvězdou mnoha reklam australské produkce. Mimo modelingu se Portia věnovala intenzivně klasickému baletu od svých 6 do 15 let. Roku 1988, když jí bylo patnáct let, si legálně změnila své jméno na Portia de Rossi, pod kterým je nejvíce známá dodnes. V roce 2005 o této změně promluvila v souvislosti s tím, že procházela jakousi krizí osobnosti a doufala, že dojde k nějaké formě znovuobjevení sebe samé, pokud přijme jméno (s lehkou obměnou) její knižní ikony Porcie, známé ze Shakespearova Kupce benátského. Na příjmení "de Rossi" narazila náhodně v seznamu obsazených herců na konci filmu. Vybrala si italská jména, protože obdivovala evropskou kulturu, považovala ji za exotickou a sofistikovanou, jelikož je Austrálie od Evropy velmi vzdálená.
Po dokončení střední školy studovala rok práva na Melbourne University. Studium po roce ukončila kvůli své roli ve filmu Sirény. Školní období pro ni bylo obtížné, protože v tento čas trpěla již vážnější formou anorexie, kterou začala trpět hlavně kvůli své práci modelky. K vyléčení z anorexie a později také bulimie ji pomohlo ježdění na koni. Z tohoto důvodu si také nechala vytetovat znak svého koně na zápěstí. Otevřeně přiznává, že z těchto problémů jí také pomohla láska a šťastný, otevřený vztah s Ellen.
Roku 1996 se provdala za amerického dokumentaristu Mela Metcalfeho se kterým se seznámila při natáčení filmu The Women in the Moon. Spekulace tvrdí, že sňatek byl uzavřen, aby Portia získala zelenou kartu a mohla tak v Americe naplno rozjet svou hereckou kariéru. Roku 1999 se dvojice rozvedla, jelikož se Mel zamiloval do manželky bratra Portii. Portia uvedla, že Mela svým způsobem milovala, ale přitom věděla že se ženou by mohla mít daleko hlubší vztah. Roku 2010 poté v interview pro Good Morning America doplnila, že toto byla pouhá tehdejší výmluva, protože se bála vyjít na světlo se svou skrytou sexuální orientací. Obávala se, že v té době by takový krok pro ni, jakožto pro začínající herečku, mohl být devastující.
V letech 2000–2004 tajně randila s americkou režisérkou Francescou Gregorini. Drtivá většina Portiiny rodiny, ani žádný z jejich kolegů v seriálu Ally McBealová, o její lesbické orientaci nevěděl. Pořádný šok to pro ně byl až poté, co bulvární časopis otiskl zamilovanou fotografii dvou žen pořízenou tajnými paparazzi. K jakýmkoliv otázkám z tisku se ale Portia odmítla vyjadřovat a tvářila se, jako že se jí tato skutečnost netýká.
Po skončení vztahu v roce 2004 se dala dohromady s americkou bavičkou a herečkou Ellen DeGeneresovou, kterou tehdy potkala v zákulisí show při udělování cen. Roku 2005 se konečně otevřela svým pocitům a veřejně promluvila o své sexualitě. Téhož roku se společně zasnoubili, když jí Ellen požádala o ruku s tříkarátovým diamantovým prstenem. Svatba proběhla 16. srpna 2008 v jejich bývalém sídle v Beverly Hills, družičkami jim byly jejich vlastní matky. Na svatbě bylo jen 19 hostů, jejich rodina a nejbližší přátelé.
Roku 2010 Portia vydala knihu Unbearable Lightness, ve které popisuje utrpení, které si ve svém dosavadním životě prožila. Toto utrpení zahrnuje nejprve bulimii poté, co jí byl diagnostikován lupus a poté anorexii.
Roku 2013 oficiálně s Ellen prohlásily, že neplánují mít vlastní, ani adoptivní děti.
V roce 2018 Portia oficiálně ukončila svou hereckou kariéru a začala podnikat. Toto rozhodnutí zdůvodnila tím, že chtěla vyzkoušet něco jiného po mnoha letech herectví. Se svým bratrem Michaelem si založila firmu General Public, která se zabývá uměním a sídlí v Carpinterii. Konkrétně, General Public vytváří tkz. synografy, což jsou 3D kopie obrazů z různých materiálů. Portia založila tuto firmu, protože miluje umění a chtěla ho udělat dostupnější i pro širší veřejnost.
Dnes žije Portia s Ellen v Montecitu se svými 3 psy a 2 kočkami. Obě milují design a architekturu, proto se často stěhují, i několikrát ročně a kupují nové domy.

## Filmografie

### Film
| Rok  | Název                   | Role             | Poznámky |
| ---- | ----------------------- | ---------------- | -------- |
| 1994 | Sirény                  | Giddy            |          |
| 1995 | The Woman in the Moon   | Shauna           |          |
| 1997 | Vřískot 2               | Murphy           |          |
| 1998 | Girl                    | Carla Sparrow    |          |
| 1999 | The Invisibles          | Joy              |          |
| 1999 | American Intellectuals  | Sarah            |          |
| 1999 | Stigmata                | Jennifer Kelliho |          |
| 2001 | Women in Film           | Gina             |          |
| 2001 | Kdo je Cletis Tout?     | Tess Donnelly    |          |
| 2003 | Two Girls from Leemore  | Blind Woman      |          |
| 2003 | Toxin                   | Emily Thompson   |          |
| 2003 | Nepíchejte do Frankieho | Hilary Hunter    |          |
| 2004 | Mrtví k snídani         | Kelly            |          |
| 2005 | Prokletí                | Zela             |          |
| 2009 | Proměna                 | Denise Moore     |          |
| 2014 | Unity                   | vypravěč         | dokument |
| 2015 | Now Add Honey           | Beth Halloway    |          |

### Televize
| Rok                        | Název                        | Role                     | Poznámky |
| -------------------------- | ---------------------------- | ------------------------ | --- |
| 1995–1996                  | Too Something                | Maria Hunter             | hlavní role, 22 dílů |
| 1996–1997                  | Nick Freno: Licensed Teacher | Elana Lewis              | hlavní role, 22 dílů |
| 1997                       | Veroničiny svůdnosti         | Carolyn                  | díl: „Veronica's First Date“ |
| 1998                       | Astoria                      |                          | TV film |
| 1998                       | Zvláštní rasa                | Lana Collins             | TV film |
| 1998–2002                  | Ally McBealová               | Nelle Porter             | hlavní role, 89 dílů Cena Sdružení filmových a televizních herců v kategorii nejlepší obsazení – seriál (komedie) (1999) nominace – Cena Sdružení filmových a televizních herců v kategorii nejlepší obsazení – seriál (komedie) (2000, 2001) |
| 1999                       | Ally                         | Nelle Porter             | hlavní role, 12 dílů |
| 2002                       | Žár mládí                    | Jackie Lawrence          | TV film |
| 2002                       | The Twilight Zone            | Laurel Janus             | díl: „Dead Man's Eyes“ |
| 2003                       | Americký princ JFK Jr.       | Carolyn Bessette-Kennedy | TV film |
| 2003                       | Mister Sterling              | Lauren Barnes            | díly: „Wish List“ a „Final Passage“ |
| 2003–2006, 2013, 2018–2019 | Arrested Development         | Lindsay Bluth Fünke      | hlavní role, 70 dílů Golden Satellite Award v kategorii nejlepší ženský herecký výkon v hlavní roli – seriál (komedie / muzikál) (2005) nominace – Golden Satellite Award v kategorii nejlepší ženský herecký výkon ve vedlejší roli v seriálu (komedie / muzikál) (2004) nominace – Cena Sdružení filmových a televizních herců v kategorii nejlepší obsazení – seriál (komedie) (2005, 2006, 2014) |
| 2007–2009                  | Plastická chirurgie s. r. o. | Olivia Lord              | vedlejší role (5. řada), 10 dílů |
| 2009–2010                  | Ted a spol.                  | Veronica Palmer          | hlavní role, 26 dílů |
| 2012                       | Mockingbird Lane             | Lily Munster             | neprodaný televizní pilotní díl |
| 2014                       | Sean Saves the World         | Jill                     | díl: „The Joy of Ex“ |
| 2014–2017                  | Skandál                      | Elizabeth North          | vedlejší role (4. řada), hlavní role (5.–6. řada) |
| 2017                       | Santa Clarita Diet           | Dr. Wolf                 | díly: „The Book!“ a „Baka, Bile and Baseball Bats“ |
| 2017                       | Griffinovi                   | Bonnie Swanson (hlas)    | díl: „A House Full of Peters“ |
| 2022                       | The Kardashians              | samu sebe                | díl: „Who Is Kim K?“ |